# Канкан (город)
Канка́н (фр. Kankan) — город в восточной части Гвинеи, административный центр провинции Канкан. Население по данным на 2012 год составляет 240 635 человек; по данным переписи 1996 года оно насчитывало 100 192 человека.

## Климат
| Показатель                    | Янв. | Фев. | Март | Апр. | Май   | Июнь  | Июль  | Авг.  | Сен.  | Окт.  | Нояб. | Дек. | Год    |
| ----------------------------- | ---- | ---- | ---- | ---- | ----- | ----- | ----- | ----- | ----- | ----- | ----- | ---- | ------ |
| Средний суточный максимум, °C | 33,8 | 35,9 | 36,8 | 36,1 | 33,9  | 31,3  | 29,6  | 29,2  | 30,2  | 31,7  | 33,0  | 32,8 | 32,9   |
| Средняя температура, °C       | 24,2 | 27,4 | 30,3 | 30,1 | 28,5  | 26,5  | 25,3  | 25,1  | 25,6  | 26,4  | 25,9  | 23,8 | 26,6   |
| Средний суточный минимум, °C  | 14,6 | 18,9 | 23,8 | 24,1 | 23,2  | 21,6  | 21,1  | 21,0  | 20,9  | 21,1  | 18,7  | 14,8 | 20,3   |
| Норма осадков, мм             | 2,1  | 1,0  | 23,8 | 67,4 | 134,0 | 202,3 | 261,9 | 319,4 | 304,7 | 130,2 | 18,1  | 1,2  | 1466,1 |
| Источник:                     |      |      |      |      |       |       |       |       |       |       |       |      |        |

## Информация

### Языки
- Французский (государственный)
- Малинке
- Сусу
- Фула
- Киси
- Басари
- Лома
- Кониаги
- Кпеле

### Промышленность
В Канкане и его окрестностях сосредоточено очень много золотопромышленников. Этот регион богат золотом и добыча его ведется как официальными компаниями так и "кустарным" способом. 
Имеется железная дорога.

#### Пищевая промышленность
- Торговля рисом
- Торговля скотом
- Торговля каучуком

#### Производство
- Гончарное

## Внешние ссылки
https://earth.google.com/web/@11.57012793,-9.37862307,392.79140845a,17689.74014465d,30y,341.71463989h,0t,0r/data=ChYqEAgBEgoyMDI0LTAyLTE5GAFCAggBOgMKATBCAggASg0I____________ARAA ссылка на google-карты районов золотопромышленников.